# Donjon (jeu de rôle)
Pour les articles homonymes, voir Donjon (homonymie).

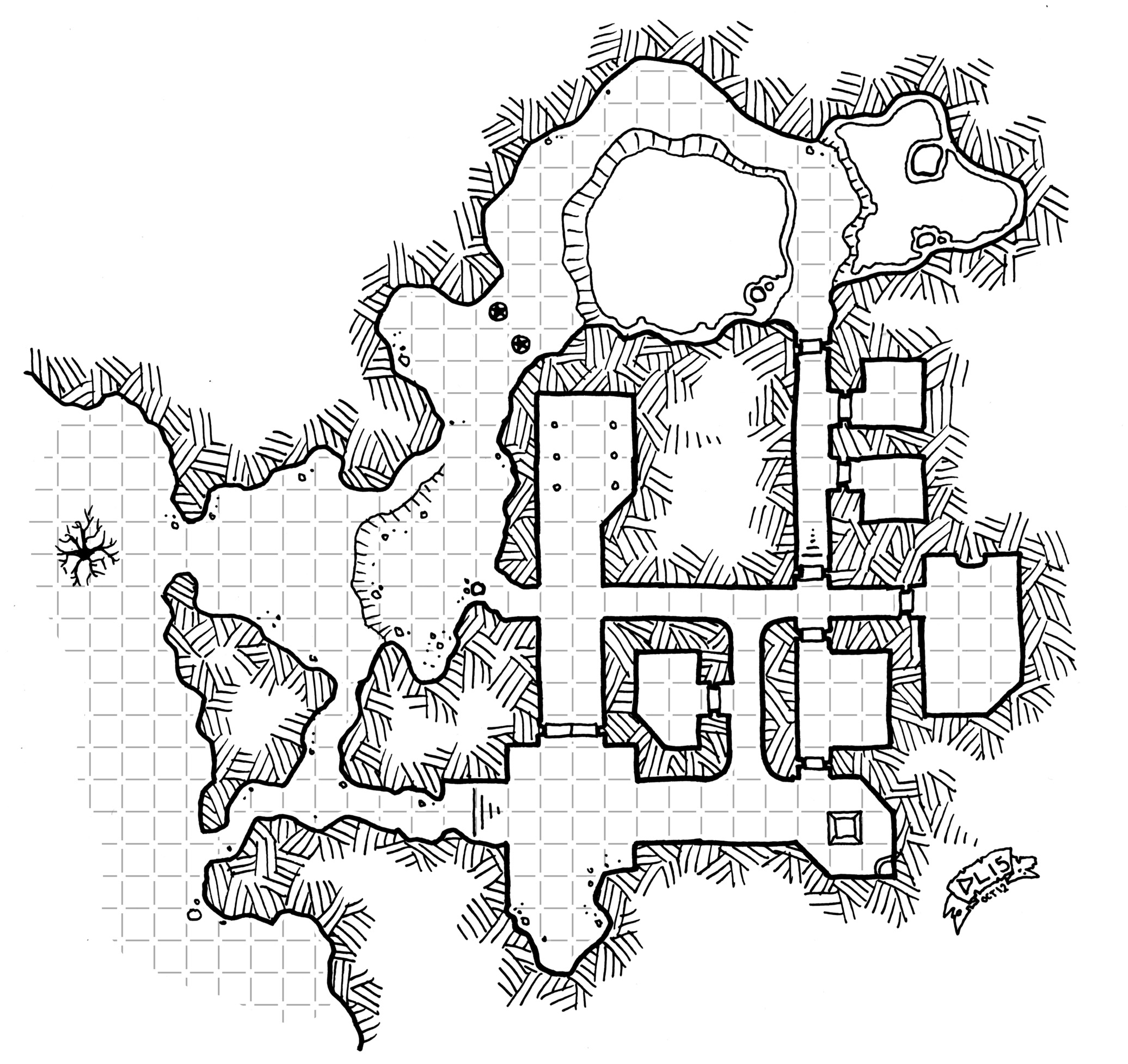
Une carte de donjon créée pour un jeu de rôle sur table.

Dans l'univers des jeux de rôle, le terme donjon est souvent utilisé comme la traduction du mot anglais « dungeon », qui signifie en réalité « cachot » (« donjon » se dit « keep » en anglais).
Le terme donjon est alors utilisé pour parler d'un type de scénario générique de jeu de rôle, ou généralement les personnages joueurs explorent un lieu clos particulier (château, crypte, complexe souterrain, cavernes, labyrinthe, etc.). Le terme est couramment utilisé dans le jeu Donjons et Dragons, précurseur de ce type de scénario.
Le thème des « donjons » est repris ensuite par certains jeux vidéo (notamment dans The Legend of Zelda, The Bard's Tale, Might & Magic, Dungeon Master, Eye of the Beholder, Black Crypt ou Dofus). Le jeu vidéo d'exploration de donjon est un genre à part entière, nommé dungeon crawler ou Dungeon-RPG.

## Description
Un donjon est un lieu clos, en général un château ou un réseau souterrain (cavernes) que doivent explorer les personnages. 
Un donjon est composé de plusieurs pièces juxtaposées les unes aux autres ou reliées par des couloirs, des escaliers, etc. Chaque pièce propose généralement au joueur un défi (énigme à résoudre, piège à désamorcer, monstres à tuer) avant de lui permettre d'accéder à la pièce suivante. Au fond du donjon se trouve souvent un monstre puissant — l'équivalent du « boss de fin de niveau » des jeux vidéo — qui détient l'enjeu principal de l'épreuve entreprise par les joueurs.
Le donjon néglige souvent les aspects logistiques : les donjons ont parfois des chambres, dortoirs, cuisines, garde-manger et réfectoires, mais pas de toilettes ni de réseau de circulation d'air, et il n'est décrit nulle part comment le lieu est approvisionné. Parfois, les habitants n'ont pas de raison particulière de se trouver là, pas de motivation, si ce n'est servir de victimes aux personnages joueurs. Certains joueurs essaient de contrebalancer ces abus avec ce qu'on appelle l'« écologie de donjon », une tentative de bâtir des lieux vraisemblables avec des habitants mieux choisis.
Certains donjons sont immenses, comptant des dizaines de niveaux et sous-niveaux (comme dans l'aventure The Ruins of Undermountain (en) parue en  1991 pour le cadre de campagne Forgotten Realms, ou  bien World's Largest Dungeon (en) parue en 2004 pour le d20 System, dont le livre comporte 800 pages et dont le scénario est prévu pour durer 1 an de jeu réel).
L'utilisation à outrance de ce système simpliste dans les scénarios de certains jeux de rôle (comme Donjons et Dragons) tourne parfois à la dérision (avec le triptyque classique « porte-monstre-trésor »). Ainsi, il sert de point de départ à une série de bande dessinée créée par Lewis Trondheim et Joann Sfar, Donjon, où les protagonistes gèrent un donjon dont l'activité est d'attirer des aventuriers pour les dépouiller et augmenter ainsi leur trésor.

## Création de donjons
Aux débuts du jeu de rôle (jusque vers 1985), il était courant de trouver dans le commerce des modules que l'on pouvait ajouter librement à son donjon. Depuis, on a privilégié la cohérence.
Pour créer un donjon, le scénariste doit d'abord trouver son emplacement dans l'histoire et la topologie liée au scénario. Beaucoup ne s'en encombrent pas et créent des scénarios qui se résument à un donjon. À Donjons et Dragons, on garde l'habitude d'appeler le meneur de jeu maître de donjon à cause de cette tradition.
Un donjon pourra par exemple être un réseau de cavernes, un temple, etc. Les personnages-joueurs y entrent :
- par hasard (en tombant dans une crevasse) ;
- par nécessité (en fuyant une menace ou en essayant de la contrer avant qu'elle ne quitte le donjon) ;
- par l'espoir d'un gain (fabuleux trésor, renommée ou princesse à sauver) ;
- pour passer le temps parce qu'ils s'ennuient ;
- pour devenir plus forts en accumulant de l'expérience au cours de leurs aventures[1] ;
- etc.

Le créateur commence généralement par dresser un plan général du donjon (décomposition par niveaux, organisation des salles). Puis il réalise l'habillage lié à la quête principale (ce qui se rapporte au but des personnages) et enfin l'habillage secondaire (les embûches et les récompenses mineures). Un donjon peut aussi être construit comme un labyrinthe pour désorienter les joueurs.
Il affine enfin progressivement les descriptions des lieux, de sorte que le meneur de jeu puisse décrire et rendre au mieux une ambiance bien définie.
La première édition d'Advanced Dungeons & Dragons proposait un générateur aléatoire de donjon : les pièces étaient tirées au hasard, en lançant des dés et en lisant le résultat sur une table. Ces tables ont été repensées dans des manuels et des CD-ROM tels que le Dungeon Builder's Guidebook. Il existe des travaux autour de la génération automatique de donjons, notamment à base d'algorithmes de graphes[réf. nécessaire].

## Variantes

### Mégadonjon
Le terme « mégadonjon » désigne un donjon de très grande taille. Un des premiers exemples est le module (scénario) Le Temple du mal élémentaire pour AD&D1, un scénario de 120 pages paru en 1987.

### Négadonjon
Le terme « négadonjon » a été inventé pour le scénario Death Frost Doom du jeu Lamentation of the Flame Princess, paru en 2009 ; il s'agit d'un mot-valise entre « négatif » et « donjon », formant un jeu de mots avec « mégadonjon ». Il s'agit d'un donjon destiné à exacerber l'hybris des personnages-joueurs (leur orgueil, leur violence) pour les piéger et les détruire.